# Marcel Ferreira
Marcel Wenceslau Ferreira (São Paulo, 17 de enero de 1981) es un deportista brasileño que compitió en taekwondo. Ganó una medalla en el Campeonato Mundial de Taekwondo de 2007 y tres medallas en el Campeonato Panamericano de Taekwondo entre los años 2002 y 2012.

## Palmarés internacional
| Campeonato Mundial      | Campeonato Mundial       | Campeonato Mundial | Campeonato Mundial |
| Año                     | Lugar                    | Medalla            | Categoría          |
| ----------------------- | ------------------------ | ------------------ | ------------------ |
| 2007                    | Pekín (China)            | Medalla de bronce  | –62 kg             |
| Campeonato Panamericano |                          |                    |                    |
| Año                     | Lugar                    | Medalla            | Categoría          |
| 2002                    | Quito (Ecuador)          | Medalla de oro     | –54 kg             |
| 2006                    | Buenos Aires (Argentina) | Medalla de bronce  | –58 kg             |
| 2012                    | Sucre (Bolivia)          | Medalla de bronce  | –63 kg             |